# Синя Вода
Си́ня Вода́ (болг. Синя вода) — село в Разградській області Болгарії. Входить до складу общини Лозниця.

## Населення
За даними перепису населення 2011 року у селі проживали 844 особи.
Національний склад населення села:
| Національність   | Кількість осіб | Відсоток |
| ---------------- | -------------- | -------- |
| турки            | 303            | 55,2%    |
| болгари          | 227            | 41,3%    |
| цигани           | 4              | 0,7%     |
| інша             | 10             | 1,8%     |
| не визначились   | 5              | 0,9%     |
| Всього відповіли | 549            |          |

Розподіл населення за віком у 2011 році:
Динаміка населення: